# Linariopsis chevalieri
Espèce
Linariopsis chevalieri Jacq.-Fél. est une espèce de plantes de la famille des Pedaliaceae et du genre Linariopsis, endémique du Cameroun.

## Étymologie
Son épithète spécifique rend hommage au botaniste Auguste Chevalier.

## Distribution
Plusieurs spécimens ont été récoltés en 1939 par Henri Jacques-Félix, sur le plateau de l'Adamaoua, entre Mgasumdéré et Meiganga, à une altitude comprise entre 1 000 et 1 200 mètres.